# Vjačeslav Petrovič Artëmov
Vjačeslav Petrovič Artëmov (in russo Вячеслав Петрович Артёмов?; Mosca, 29 giugno 1940) è un compositore russo.

## Biografia
All'età di sei anni, Artëmov ricevette le sue prime lezioni di piano da suo padre, un insegnante di musica. Ha iniziato a comporre all'età di 18 anni. Dopo aver completato la scuola, ha studiato matematica e fisica all'Università di Mosca prima di studiare composizione al Conservatorio di Mosca dal 1962 al 1968. Lì ha frequentato i corsi di composizione di Sergej Balasanjan prima di passare ai corsi di lezione di Nikolaj Sidel'nikov.
Nel 1975 Artëmov fondò l'ensemble di improvvisazione Astreja insieme ai compositori Viktor Suslin e Sofija Gubajdulina. I compositori improvvisarono in incontri settimanali sugli strumenti del folklore per ricevere suggerimenti per il loro lavoro compositivo. L'ensemble esistette fino al 1981 e si dissolse con l'emigrazione di Suslin in Germania.
Dopo che la Sinfonia Elegiaca fu eseguita a Colonia nel 1977 al festival "Incontro con l'Unione Sovietica", Artëmov, insieme ad altri sei compositori elencati a Colonia ("Chrennikows Sieben"), fu criticato pubblicamente dal presidente dell'Associazione dei compositori sovietici, Tichon Chrennikov. Tuttavia, questa critica non ha avuto gravi conseguenze sulla sua futura carriera.
Artëmov ha attirato l'attenzione internazionale in particolare attraverso il suo requiem, presentato a Mosca nel 1988. Le sue sinfonie "Sorge la stella del mattino" ed "Emanazione gentile", sono state eseguite con la direzione di Mstislav Rostropovič, in anteprima a Londra e a Washington.
Artëmov ha composto un gran numero di opere per orchestre di percussioni, musica da camera, opere per strumenti solisti e opere orchestrali. Le opere di Artëmov sono pubblicate dagli editori musicali Sikorski (Amburgo) e Muzyka (Mosca).
È sposato con la poetessa Valerija Ljubeckaja e vive a Mosca.

## Opere (selezione)
- In Memoriam (1968, 1984) (Sinfonia con violino solista)
- Sinfonia elegiaca (1977)
- Requiem (1988)
- Totem (1976) (per orchestra di percussioni)
- Symphony of the Way (tetralogia sinfonica):
  - Way to Olympus (1978, 1984)
  - The Morning Star arises (1993)
  - On the Threshold of a Bright World (1990, 2002)
  - Gentle Emanation (1991, 2008)

## Filmografia
- 1983: Addio Прощание (Proščanie)
- 1987: Spasite naši duši